# Feriados na Rússia
A tabela que se segue apresenta os feriados da Rússia:
| Data            | Em Português                                 | Em russo                                   | Observações                                                            |
| --------------- | -------------------------------------------- | ------------------------------------------ | ---------------------------------------------------------------------- |
| 1 de Janeiro    | Dia de Ano Novo                              | Новый год                                  |                                                                        |
| 7 de Janeiro    | Natal                                        | Poждество                                  | Ortodoxo                                                               |
| 23 de Fevereiro | Dia da Defesa Russa                          | День защитника Отечества                   | Exército Vermelho                                                      |
| 8 de Março      | Dia das Mulheres                             | Международный женский день                 |                                                                        |
| 12 de Abril     | Dia dos Cosmonautas                          | День космонавтики                          |                                                                        |
| 1 de Maio       | Dia do Trabalhador                           | День международной солидарности трудящихся |                                                                        |
| 9 de Maio       | Festa da Grande Vitória na Guerra Patriótica | День Победы в Великой Отечественной войне  | Homenagem aos 25 milhões de soldados mortos na Segunda Guerra Mundial. |
| 12 de Junho     | Dia da Rússia                                | День России                                | Declaração de Soberania do Estado da Rússia.                           |
| 4 de Novembro   | Festa da Unidade Nacional                    | День национального единства                |                                                                        |